# 로베르토 로하스
로베르토 안토니오 "콘도르" 로하스 사베드라(스페인어: Roberto Antonio "Cóndor" Rojas Saavedra, 1957년 8월 8일 ~ )는 칠레의 전 축구 골키퍼이다. 로베르토 로하스 스캔들로 알려져 있다.
1976년 칠레의 데포르테스 아비아시온에서 선수 경력을 시작했으며, 1983년 콜로-콜로로 이적해 그 해 리그 우승에 공헌하였다. 이후 1986년 다시 한 번 팀이 리그 우승을 차지하는 데 기여하였고, 1987년 브라질의 상파울루 FC로 이적하였다.
또한 1983년 칠레 축구 국가대표팀에 정식으로 데뷔한 뒤, 1989년 총 49경기에 좋은 모습을 보여주면서 총 3번의 코파 아메리카 (1983년, 1987년, 1989년)에 출전하였으며, 1987년 코파 아메리카 당시 팀이 준우승을 차지하는 데 크게 기여하였다.
이후 1989년 브라질과의 1990년 FIFA 월드컵 남아메리카 지역 예선 당시 후반 4분 카레카의 선제골로 팀이 0-1로 뒤지며 FIFA 월드컵 본선 탈락 위기를 맞게 되었고, 후반 24분경 브라질 서포터였던 호제네리 멜루 두 나시멘투(Rosenery Mello do Nascimento)라는 소녀가 관중석에서 부주의하게 폭죽을 던진 것이 자신의 얼굴 근처에서 터지자 마치 자신이 맞은 것처럼 얼굴을 감싸쥐면서 쓰러져 경기를 무산시키려 했다. 이후 치료를 위해 밖으로 옮겨지자 팀 전담 의사에게 받은 약을 자신의 얼굴에 직접 뿌려 폭죽에 맞아 얼굴에 피를 흘리는 것처럼 위장했으며, 자신의 거짓 행동이 들통날 것을 우려해 나중에 자신의 얼굴에 직접 상처를 내서 실제 부상당한 것처럼 보이도록 했다. 결국 칠레 국가대표팀은 경기 중단을 요구하며 경기장에서 퇴장했다.
하지만 FIFA가 경기장의 비디오 카메라와 당시 현장을 찍은 사진 기자의 카메라를 판독한 결과, 폭죽은 로하스의 얼굴 근처에서 터졌을 뿐 직접 상처를 입히지 않았다는 것이 밝혀졌고, 결국 FIFA는 경기장을 떠난 칠레에게 0-2 몰수패를 선언함과 함께 칠레의 1994년 FIFA 월드컵 예선 출전을 금지하는 중징계를 내렸으며, 로하스 또한 선수 자격을 영구 박탈당하는 중징계를 맞았다.
그 뒤 2001년 FIFA는 로하스의 사면 요청을 받아들여 징계를 철회하였고, 로하스는 자신의 친정팀인 상파울루 FC의 골키퍼 코치를 맡아 팀의 주전 골기퍼인 호제리우 세니를 지도하기도 했다. 이후 스포르트 헤시피로 팀을 옮겼다.